# Opius pilosinotum
Opius pilosinotum är en stekelart som beskrevs av Fischer 1964. Opius pilosinotum ingår i släktet Opius och familjen bracksteklar. Inga underarter finns listade i Catalogue of Life.